# Eurogamer
Eurogamer est un site web basé à Brighton, au Royaume-Uni, traitant de l’actualité du jeu vidéo. Créé en septembre 1999, il se décline en une version francophone depuis juin 2007.

## Historique

### Création du site anglophone
Le site appartient au groupe britannique Gamer Network, focalisé sur l’univers du jeu vidéo ; il est lancé en 1999. L’entreprise possède plusieurs divisions dont GamesIndustry.biz, spécialisée dans l’industrie du jeu vidéo. Son fonctionnement est assuré par Eurogamer Network Ltd., entreprise créée par les frères Rupert (en) et Nick Loman. Eurogamer est depuis devenu l’un des plus importants sites de jeu vidéo européen. Eurogamer Network revendique être le réseau indépendant traitant du jeu vidéo ayant le plus important lectorat (plus de 4,5 millions de visiteurs uniques en novembre 2009) et est le premier site à soumettre son trafic à une vérification indépendante opérée par ABC Electronic System.

### Un réseau de sites européens
Eurogamer lance son premier site non anglophone en août 2006 à la convention de Leipzig, Eurogamer Allemagne. Suivi de peu par Eurogamer France en juin 2007, Eurogamer Portugal en mai 2008, Eurogamer Benelux en août 2008, Eurogamer Espagne et Eurogamer Italie en octobre 2008, Eurogamer Suède en mars 2009, Eurogamer République tchèque en mai 2009 et enfin Eurogamer Danemark en juin 2009.

### Controverse du DoritosGate
En octobre 2012, le comédien britannique Robert Florence publie sur le site Eurogamer une photo de Geoff Keighley, journaliste spécialiste du jeu vidéo, assis à côté d'un paquet de chips Doritos. Il souhaite pointer les dérives du journalisme vidéoludique, ou la frontière en information et publicité est alors mince. L'affaire prend de l'ampleur et devient célèbre sous le nom de DoritosGate et pousse plusieurs médias, dont Eurogamer, à faire évoluer leur charte de rédaction pour plus de neutralité et d'indépendance. 

### Depuis 2012
En février 2015, Eurogamer fait le choix de ne plus décerner de notes chiffrés aux jeux testés. Ils se justifient en déclarant : « nous avions fortement l’impression que les scores n’aidaient plus les lecteurs ». Ils dénoncent l'influence trop forte de sites agrégateurs de critiques comme Metacritic et affirment que les joueurs comme l'industrie vidéoludique attacheraient trop d'importance à leurs notations.
En 2024, Eurogamer est racheté en même temps que les sites affiliés GamesIndustry et Rock, Paper, Shotgun par IGN. Ce changement de groupe propriétaire s'inscrit dans une tendance générale de consolidation des médias vidéoludiques à partir de la moitié des années 2010, aux côtés par exemple des acquisitions de GameSpot par Fandom en 2022 et de Polygon par Valnet en 2025.

## Contenu
Les publications du site comprennent des informations, des galeries d’images, des tests, des prises en main, des previews, des articles, les dates de sortie des jeux ainsi que des forums.
La plupart des tests (qui sont notés sur une échelle de 10 points) sont basés sur les versions européennes ou PAL des jeux, mais suivant l’écart des dates de sortie entre le Japon et l’Amérique du Nord (jeux NTSC), certains tests sont basés sur ces versions. La version testée est cependant toujours indiquée.
Le ton se veut humoristique, avec pour devise « mauvais jeux de mots et jeux vidéo depuis 1999 ». Le titre des articles comporte souvent un jeu de mots.

## Identité visuelle

Logo simple d'Eurogamer.
Logo officiel.